# Scopo sociale
In diritto, lo scopo sociale è il fine perseguito dall'attività esercitata da una società.

## Tipologie
Lo scopo sociale si differenzia in base al tipo di soggetto giuridico, cioè se è un'Impresa o una società.

### Imprese
Per quanto riguarda le imprese (per la quale comunque è improprio l'utilizzo del termine scopo sociale), la dottrina giuridica interpreta l'art. 2082 del codice civile italiano distinguendo tra:
- "lucro soggettivo", cioè il movente psicologico dell'imprenditore;

- "lucro oggettivo", cioè l'utilizzo all'interno dell'impresa di modalità di gestione oggettivamente volte a massimizzare i ricavi.

Parte della dottrina ritiene che nessuna di queste due tipologie di lucro sia richiesta per qualificare come tale un'impresa.

### Società
Per quanto riguarda le società, lo scopo sociale si può definire come lo scopo del contratto di società. L'art. 2247 del codice civile enuncia solo uno dei possibili scopi del contratto di società, ovvero lo scopo di lucro, che è quello tipico della società che si propone di destinare ai soci i proventi dell'attività economica esercitata (scopo di divisione degli utili).
Esistono tuttavia altri possibili scopi del contratto di società:
- lo scopo mutualistico[4], presente nelle cooperative e nelle mutue assicuratrici, non è espressamente definito dalla normativa civile, ma solo da quella fiscale, nella quale il si stabilisce che per mutualità deve intendersi la capacità di fornire ai soci beni, servizi od occasioni di lavoro a condizioni più vantaggiose rispetto a quelle di mercato, ottenendo quindi un vantaggio economico diretto. Una relazione non imperativa è rinvenibile nella relazione di accompagnamento al codice civile:

(Commissione speciale di ricerca e di studio sulle cooperative cosiddette spurie o fittizie , relazione conclusiva)
- ll D.Lgs. 6/2003[6] ha introdotto poi la definizione delle "società a mutualità prevalente" definite "come quelle che svolgono la loro attività prevalentemente a favore dei soci e si avvalgono prevalentemente, nella loro attività, delle prestazioni operative o degli apporti di beni e servizi dei soci stessi". L'art. 2513 del codice civile[7] fornisce i parametri quantitativi della mutualità prevalente;[8]

- lo scopo consortile, tipico dei consorzi istituiti in forma di società ex art. 2615 ter c.c., che consiste nel supportare le imprese consorziate nella disciplina o nello svolgimento in comune delle rispettive attività economiche, al fine di procurare un vantaggio patrimoniale diretto, sotto forma di maggiori ricavi o minori spese, dai rapporti di scambio tra i consorziati. In relazione allo scopo di lucro della società consortile, la giurisprudenza sostiene che la società consortile possa costituirsi anche in assenza del perseguimento dello scopo di lucro; in tal caso, infatti, ai sensi dell'art. 2602[9], la causa giuridica del contratto è proprio quella del consorzio.[10]

Elemento comune di queste tre ultime categorie è la realizzazione di un risultato economico a vantaggio esclusivo dei soci, è comune cioè lo scopo-mezzo (si parla in questo caso di "autodestinazione dei risultati", che nelle società cooperative e nelle società consortili consisterà poi più specificamente nello scopo-fine del vantaggio patrimoniale diretto, nelle società a scopo di lucro nella divisione degli utili).
Esistono anche organizzazioni senza scopo di lucro, per i quali è fatto divieto di distribuire gli utili tra i soci, ma con l'introduzione della figura giuridica dell'impresa sociale si è per la prima volta data una specifica veste giuridica a tale scopo e il concetto d'imprenditoria è stato distinto da quello di finalità lucrativa.
A fianco dell'impresa sociale, precedentemente esisteva anche la categoria dei datori di lavoro non imprenditori assimilati alle medesime regole del rapporto di lavoro subordinato a un datore imprenditoriale, il cui riferimento era l'art. 2239 del codice civile, relativo ai rapporti di lavoro subordinato che non sono inerenti all’esercizio di un’impresa (ad esempio il lavoro domestico).